# Пекарев, Владимир Янович
Влади́мир Янович Пе́карев (род. 4 ноября 1958, Ногинск) — российский государственный и политический деятель. С 25 октября 2016 года исполняющий обязанности главы городского округа Электросталь Московской области. Глава городского округа Электросталь Московской области с 16 декабря 2016 года по 2 июня 2020 года. Председатель Совета депутатов городского округа Электросталь с 28 сентября 2020 года.  Депутат Государственной Думы (1999—2011), депутат Московской областной Думы (1997—1999, 2011—2016). Член партии «Единая Россия».

## Биография
В молодости работал слесарем, закройщиком одежды. В начале 1990-х занялся коммерческой деятельностью. В 1995 был одним из основателей компании «ОСТ-Алко» на базе Черноголовского завода алкогольной продукции.
Московская областная дума 2 созыва (1997—1999)
14 декабря 1997 года состоялись выборы в Московскую областную думу 2 созыва. Депутаты избиралось в 50 одномандатных избирательных округах. Вместе с выборами проводился референдум о переводе 50% депутатов на «полупрофессиональную» основу в целях «экономии бюджетных средств». Владимир Пекарев баллотировался
Государственная дума (1999—2011)
19 декабря 1999 года состоялись выборы Государственной думы 3 созыва. Выборы проходили по смешанной системе. Пекарев баллотировался в Ногинском избирательном округе № 109, выдвинут был группой избирателей. По итогам набрал 35 % голосов и стал депутатом Государственной думы. В Госдуме входил в Комитет по бюджету и налогам. Состоял во фракции «Народный депутат». Как депутат он лоббировал снижение единого социального налога и заморозку акцизов на алкогольную продукцию.
Московская областная дума 5 созыва (2011—2016)
4 декабря 2011 года в единый день голосования состоялись выборы областной думы 5 созыва (2011—2016). Выборы проходили по смешанной системе (25 депутатов избирались по партийным спискам по единому избирательному округу, 25 депутатов избирались по одномандатным избирательным округам). Пекарев был выдвинут партией «Единая Россия» в Электростальском избирательном округе № 25. На выборах набрал большинство голосов (31009 голосов; 29,30%), немного опередив соперника от КПРФ Дмитрия Аграновского (30496 голосов; 28,81%).
Московская областная дума 6 созыва (2016)
18 сентября 2016 года в единый день голосования состоялись выборы областной думы 6 созыва (2016—2021). Пекарев снова был выдвинут партией «Единая Россия» в Электростальском избирательном округе № 25. На выборах набрал большинство голосов (30931 голос; 37,10%), значительно опередив соперника от КПРФ Дмитрия Аграновского (15791 голос; 18,94%).
Глава Электростали (2016—2020)
30 октября 2016 года глава городского округа Электросталь Андрей Суханов досрочно ушёл в отставку по собственному желанию по состоянию здоровья. Депутаты Совет депутатов Электростали возложили обязанности исполняющего обязанности главы городского округа Электросталь на Владимира Пекарева, который получил должность первого заместителя главы, и утвердили положение о порядке проведения конкурса по отбору кандидатур на должность главы. Из 4 кандидатов конкурсная комиссия допустила к выборам только двух: Владимира Пекарева и Валерия Брулинского. 16 декабря 2016 года Совет депутатов единогласно избрал Владимира Пекарева главой городского округа Электросталь сроком на 5 лет.
При этом Пекарев сдал мандат депутата Мособлдумы. Дополнительные выборы депутата по Электростальскому № 25 состаялись 10 сентября 2017 года. Депутатом были избрана Линара Самединова («Единая Россия»).
На посту мэра Электростали Пекарева критиковали за лоббирование интересов бизнесов, оформленных на его ближайших родственников.
2 июня 2020 года досрочно сложил должность мэра городского округа Электросталь.
Совет депутатов Электростали
13 сентября 2020 года состоялись выборы в Совет депутатов городского округа Электросталь 7 созыва. Выборы проходили по единому округу, кандидаты выдвигались только партиями. Пекарев баллотировался в составе списка «Единой России», был первым номером. В итоге список набрал 59.32% голосов и получил 17 мандатов, а Пекарев был избран депутатом Совета депутатов Электростали. На первом заседании избран председателем Совета депутатов.

### Награды
- Медаль ордена «За заслуги перед Отечеством» II степени (2008)
- Орден Святого Константина Великого
- Почётная грамота Патриарха Московского и всея Руси Алексия II